# Teinobasis filiformis
Teinobasis filiformis är en trollsländeart som först beskrevs av Brauer 1868.  Teinobasis filiformis ingår i släktet Teinobasis och familjen dammflicksländor. Inga underarter finns listade i Catalogue of Life.